# Sainte-Hélène (film)
Pour plus de détails, voir Fiche technique et Distribution.
Sainte-Hélène ou La Fin de Napoléon à Sainte-Hélène (Napoleon auf St. Helena) est un film allemand réalisé par Lupu Pick, sorti en 1929.

## Synopsis
Napoléon est condamné à l'exil sur l'île de Sainte-Hélène. 

## Fiche technique
- Titre original : Napoleon auf St. Helena
- Titre français : Sainte-Hélène ou La Fin de Napoléon à Sainte-Hélène
- Réalisation : Lupu Pick
- Scénario : Abel Gance, Willy Haas et Lupu Pick
- Pays de production : Allemagne  République de Weimar
- Format : Noir et blanc - 1,33:1 - Film muet
- Genre : film historique
- Durée : 100 minutes
- Date de sortie : 1929

## Distribution
- Werner Krauss : Napoléon Ier
- Hanna Ralph : Madame Bertrand
- Albert Bassermann : Hudson Lowe
- Philippe Hériat : Henri Gatien Bertrand
- Paul Henckels : Emmanuel de Las Cases
- Georges Péclet : Kammerdiener Marchand
- Martin Kosleck
- Theodor Loos : Hauptmann Pionkowski
- Erwin Kalser : Dr O'Meara
- Eduard von Winterstein : Gebhard Leberecht von Blücher
- Albert Florath : Louis XVIII
- Fritz Staudte : Charles-Maurice de Talleyrand-Périgord
- Alfred Gerasch : Alexandre Ier de Russie
- Franz Schafheitlin
- Ernst Rotmund : Oberst Reed
- Jack Mylong-Münz